# Rodoč
Rodoč je naselje u gradu Mostaru, Federacija Bosne i Hercegovine, BiH.

## Ime
Podrijetlo imena Rodoč u potpunosti nije razjašnjeno. Ono što je sigurno je da se ne radi o imenici slavenskog podrijetla. Najvjerojatnije se radi o imenici ilirskog podrijetla, posebice ako se uzme u obzir da postoje dokazi odvijanja života u Rodoču još iz vremena Ilira.

## Infrastruktura
- Vojarna "Stanislav Baja Kraljević"
- Hrvatska pošta Mostar[2]
- Ambulanta Doma zdravlja Mostar – podružnica Rodoč[3]
- Industrijski kompleks "Soko"[4] sa desetinama tvrtki
- Carinski terminal[5]
- Rimokatoličko groblje

## Znamenitosti
- Bezdan
- spomen-kapela HVO
- kip Ivana Krstitelja na Bezdanu
- crkva sv. Ivana Krstitelja
- Fakultet prirodoslovno-matematičkih i odgojnih znanosti[6]
- Agencija za školovanje i stručno usavršavanje kadrova

## Stanovništvo

### Popisi 1971. – 1991.
| Rodoč              |                |                |                |
| godina popisa      | 1991.          | 1981.          | 1971.          |
| Hrvati             | 2.735 (60,79%) | 2.237 (52,93%) | 1.823 (53,19%) |
| Muslimani          | 874 (19,42%)   | 706 (16,70%)   | 847 (24,71%)   |
| Srbi               | 433 (9,62%)    | 446 (10,55%)   | 643 (18,76%)   |
| Jugoslaveni        | 378 (8,40%)    | 711 (16,82%)   | 23 (0,67%)     |
| ostali i nepoznato | 79 (1,75%)     | 126 (2,98%)    | 91 (2,65%)     |
| ukupno             | 4.499          | 4.226          | 3.427          |

### Popis 2013.
| Rodoč              |                |
| godina popisa      | 2013.          |
| Hrvati             | 2.898 (88,98%) |
| Bošnjaci           | 252 (7,74%)    |
| Srbi               | 35 (1,07%)     |
| ostali i nepoznato | 72 (2,21%)     |
| ukupno             | 3.257          |

## Značajke
Rodoč je predgrađe grada Mostara. Nalazi se oko 5 km južno od centra Mostara i oko 2 km južno od Starog mosta.
U ranijem ustrojstvu grada pripadalo je mostarskoj općini Jugozapad.
Još početkom 20. stoljeća, u Rodoču je bio smješten Centar za obuku vojnih pilota. U njemu je bila smještena Vojna gimnazija, kasnije Vojni heliodrom. Ono po čemu je Rodoč bio poznat u cijeloj Europi i svijetu je Zrakoplovna industrija "Soko" koja je bila jedina tvornica za izradu i proizvodnju vojnih aviona u JI Europi.
Danas se u Rodoču nalazi Fakultet prirodoslovno-matematičkih i odgojnih znanosti, kao i Fakultet glazbene umjetnosti Sveučilišta u Mostaru. Rodoč je posebno poznat po manifestaciji "Mostarski sajam" koji se održava svakog proljeća s međunarodnim sudjelovanjem. U Rodoču se nalazi mnoštvo tvornica, poduzeća, poslovnih objekata kao i carinski terminal i može se reći da se radi o gospodarskoj i poslovnoj žili kucavici grada Mostara i Hercegovine.
Rodoč je bilo najveće mostarsko i hercegovačko naselje s hrvatskim pučanstvom u Hercegovini koje nije imalo katoličku crkvu iako je bogoslužje kroz stoljeća služeno u adaptiranim objektima. Izradu crkve su opstruirale ondašnje vojne i komunističke vlasti s obzirom na to da se radilo o centru vojne zrakoplovne industrije. Danas je zahvaljujući prije svega donacijama dobrih ljudi i poduzeća, napravljena crkva Sv. Ivana Krstitelja u kojoj se već održavaju prve mise, a potpuna izgradnja tek slijedi.
Mnogo uglednih Mostaraca koji su pridonijeli razvoju i ugledu svog grada i Hercegovine su iz mostarskog naselja Rodoč.

## Poznate osobe
- Marko Šunjić, povjesničar, medievalist, akademik AZU BiH.